# Педро де Феліпе
Педро де Феліпе (ісп. Pedro de Felipe, 18 липня 1944, Мадрид — 12 квітня 2016, Мадрид) — іспанський футболіст, що грав на позиції захисника за клуби «Реал Мадрид», «Еспаньйол», а також національну збірну Іспанії.

## Клубна кар'єра
У дорослому футболі дебютував 1964 року виступами за команду «Реал Мадрид», в якій провів вісім сезонів, взявши участь у 126 матчах чемпіонату. Протягом цих років п'ять разів виборював титул чемпіона Іспанії, а 1966 року ставав володарем Кубка чемпіонів УЄФА.
1972 року перейшов до «Еспаньйола», за який відіграв наступні шість сезонів. Більшість часу, проведеного у складі «Еспаньйола», був основним гравцем захисту команди. Завершив професійну кар'єру футболіста виступами за команду «Еспаньйол» у 1978 році.

## Виступи за збірну
1973 року провів свій єдиний офіційний матч у складі національної збірної Іспанії.
Помер 12 квітня 2016 року на 72-му році життя в Мадриді.

## Титули і досягнення
- Чемпіон Іспанії (5):

«Реал Мадрид»: 1964-1965, 1966-1967, 1967-1968, 1968-1969, 1971-1972
- Володар Кубка чемпіонів УЄФА (1):

«Реал Мадрид»: 1965-1966